# Mark Tout
Mark John Tout (Hitchin, 24 de enero de 1961) es un deportista británico que compitió en bobsleigh en la modalidad cuádruple.
Ganó una medalla de plata en el Campeonato Europeo de Bobsleigh de 1994. Participó en cuatro Juegos Olímpicos de Invierno, entre los años 1984 y 1994, ocupando el séptimo lugar en Albertville 1992 y el quinto en Lillehammer 1994, en la prueba cuádruple.

## Palmarés internacional
| Campeonato Europeo | Campeonato Europeo  | Campeonato Europeo | Campeonato Europeo |
| Año                | Lugar               | Medalla            | Prueba             |
| ------------------ | ------------------- | ------------------ | ------------------ |
| 1994               | La Plagne (Francia) | Medalla de plata   | Cuádruple          |